# Enrique Aguirre Cabañas
Enrique Aguirre Cabañas, nacido en Madrid en 1949, es un ginecólogo español.
Descubrió en 1976 el papel del virus del Papiloma Humano como cofactor obligatorio en la formación del cáncer del cuello del útero.[cita requerida]

## Acerca del descubrimiento
En 1976, el equipo de la Cátedra del profesor Botella Llusía (Universidad Complutense de Madrid, formado por los doctores Sánchez Garrido, Sánchez Aguilar, E. Aguirre Cabañas, J. Montalvo Montes y Sánchez Alonso, realizaron estudios, en el Centro de Virología de Majadahonda (Madrid), sobre tejidos in vitro de monas Rhesus, infectados por virus herpes, dando origen a células malignas. Los resultados de esos trabajos fueron remitidos a publicaciones internacionales como el American Journal etc. Fueron pioneros y con este estudio sentaron las bases para la actual vacuna del cáncer del cuello del útero.

## Curiosidades
El Dr. Aguirre es también sobrino nieto de Gustavo Adolfo Bécquer, ya que este era tío de su madre Carmen Cabañas Bécquer (1912-2003).